# فیوچر پی‌ال‌سی
فیوچر پی‌ال‌سی (به انگلیسی: Future plc) یک شرکت رسانه‌ای است که در سال ۲۰۰۶ ششمین شرکت بزرگ بریتانیا بود. این شرکت بیش از ۱۵۰ مجله در زمینه‌هایی چون بازی‌های کامپیوتری، فناوری، ماشین، موتورسیکلت، فیلم و عکاسی را منتشر می‌کند. فیوچر مجله رسمی سه شرکت اصلی سازنده کنسول‌های بازی می‌باشد. این شرکت، صاحب شرکت آمریکایی فیوچر یواس است.

## تاریخچه

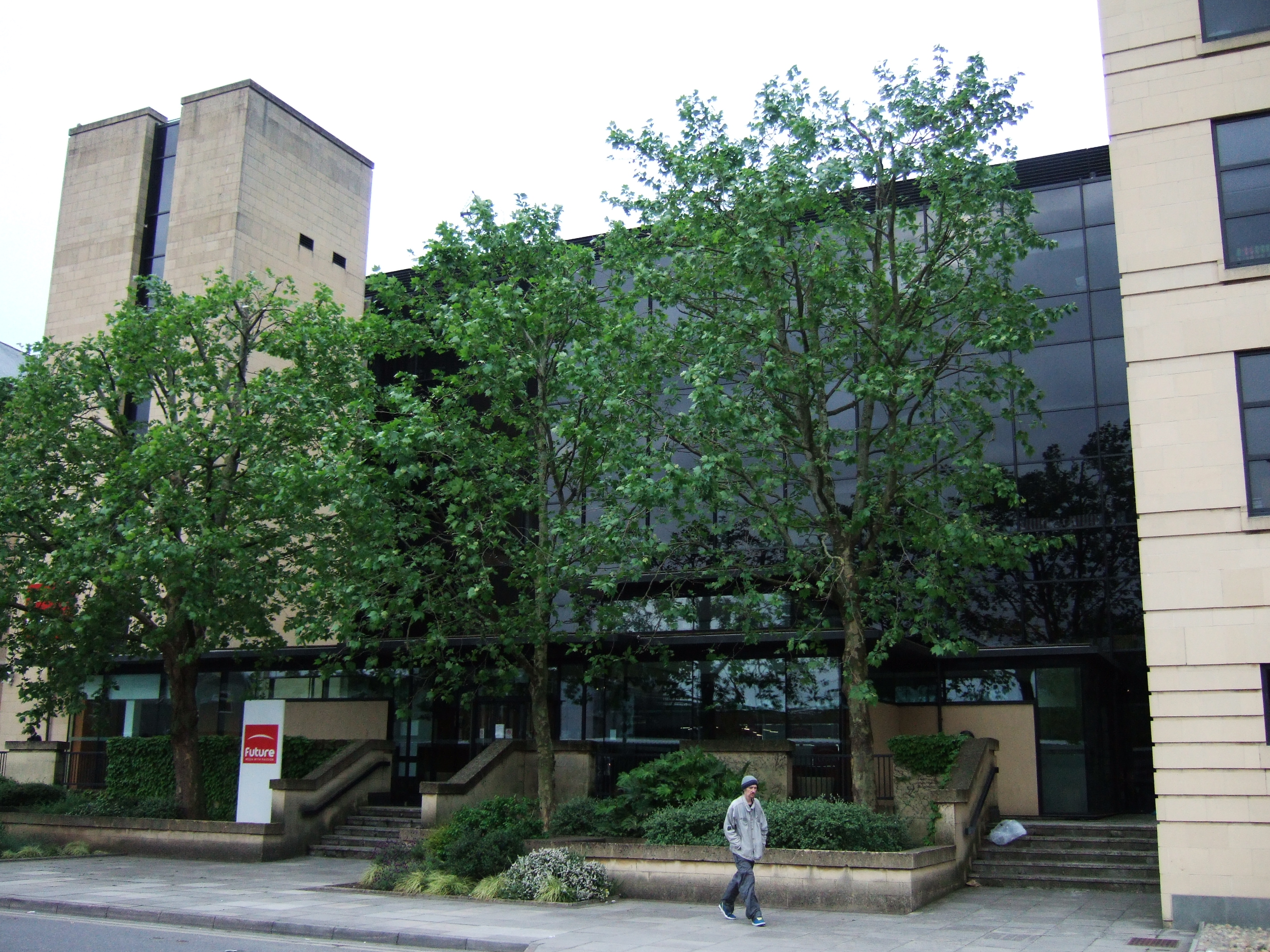
یکی از دفاتر فیوچر در باث

این شرکت در سال ۱۹۸۵ توسط کریس اندرسون در سامرتون، سامرست با چاپ مجلهٔ امستراد اکشن تأسیس شد. یکی از نوآوری‌های این مجله، گنجاندن یک نرم‌افزار مجانی در هر شماره بود.
کریس اندرسون فیوچر را در سال ۱۹۹۴ با قیمت ۵۲٫۷ میلیون پوند به پیرسون پی‌ال‌سی فروخت اما در سال ۱۹۹۸ دوباره آن را به قیمت ۱۴۲ میلیون پوند خرید. در سال ۲۰۰۱، اندرسون فیوچر را ترک گفت. 
در نوامبر ۲۰۰۹، فیوچر سقوط ۶۱ درصدی (۹٫۵ به ۳٫۷ میلیون پوند) در درآمدش را گزارش کرد.
در مارس ۲۰۱۰، فیوچر اعلام کرد که در حال بررسی احیایی گیمزمستر در تلویزیون است. این برنامۀ تلویزیونی بین سال‌های ۱۹۹۲ الی ۱۹۹۸ پخش می‌شد اما مجلۀ آن به انتشار ادامه داد.
در ژانویه ۲۰۱۲، فیوچر برندهای رسانه موسیقی آمریکایی خود را از جمله گیتار وورلد و ریوولور در ازای ۳ میلیون دلار به نیو بی مدیا ال‌ال‌سی فروخت. در آوریل ۲۰۱۳، اکثر برندهای رسانه موسیقی بریتانیایی خود را در ازای ۱۰٫۲ میلیون پوند به تیم راک ال‌تی‌دی فروخت.

## برندها
مجموعه برندهای فیوچر شامل تک‌ریدار، پی‌سی گیمر، تامزاید، تامز هاردویر، ماری کلر، گیمزریدار++، آل ابوت اسپیس، هو ایت ورکز، سینمابلند، اندروید سنترال، آی‌تی پرو و ویندوز سنترال بود.